# Каминский, Григорий Наумович (строитель)
Григорий Наумович Каминский  — советский хозяйственный и государственный деятель, лауреат Ленинской премии.

## Биография
Родился в 1926 году в Москве. Член КПСС.
Окончил МИСИ (1951).
В 1941—1944 — электромонтер треста Наркомата строительства СССР, завода Наркомата боеприпасов СССР
В 1951—1954 — прораб, старший прораб треста Главзападнефтестроя.
В 1954—1972 — старший прораб, главный инженер, начальник строительного управления, заместитель управляющего трестом, управляющий трестом в системе Главмосстроя и Главмоспромстроя.
В 1972—1976 — заместитель начальника Главмоспромстроя.
В 1976—1987 — начальник Главмоспромстроя.
Делегат XXVI съезда КПСС.
За архитектуру спортивного комплекса «Олимпийский» в Москве был в составе коллектива удостоен Ленинской премии 1982 года.
Умер в 2002 году в Москве.

## Награды
- Орден Ленина
- Орден Октябрьской Революции
- Орден Трудового Красного Знамени